# Carlos Garcia Palermo
Carlos Horacio Garcia Palermo (ur. 2 grudnia 1953 w La Placie) – argentyński szachista i trener szachowy (FIDE Trainer od 2013) reprezentujący Włochy, arcymistrz od 1985 roku.

## Kariera szachowa
W roku 1985 wystąpił w argentyńskim zespole w drużynowych mistrzostwach świata w Lucernie, a rok później na szachowej olimpiadzie w Dubaju. W turniejach olimpijskich wziął udział jeszcze dwukrotnie jako reprezentant Włoch: w 1992 (na I szachownicy) oraz w 2006. W 2004 wystąpił w Trypolisie w mistrzostwach świata rozgrywanych systemem pucharowym, w I rundzie ulegając Ye Jiangchuanowi.
Zwyciężył bądź podzielił I miejsca w turniejach rozegranych m.in. Bayamo (1983), Hawanie (1985, 1986), Cienfuegos (1985, 1986 wraz z Julio Grandą Zunigą), Camaguey (1987, wraz z Denisem Verdugą), Forli (1988, wraz z Julio Grandą Zunigą), Madrycie (1994), Canete (1994, wraz z Zenonem Franco), La Placie (1998, wraz z Hugo Spangenbergiem i Hermanem van Riemsdijkiem) i Faxinal (2002). W 2007 zajął III miejsce w indywidualnych mistrzostwach Włoch, rozegranych w mieście Martina Franca.
W roku 1985 zajął III miejsce w memoriale Akiby Rubinsteina w Polanicy-Zdroju.
Najwyższy ranking w karierze osiągnął 1 stycznia 1986, z wynikiem 2550 punktów dzielił wówczas 39-41. miejsce na światowej liście FIDE, jednocześnie zajmując 1. miejsce wśród argentyńskich szachistów.